# Kos (Grecja)
Kos (gr. Κως) – miasto w Grecji, na wyspie Kos, w administracji zdecentralizowanej Wyspy Egejskie, w regionie Wyspy Egejskie Południowe, w jednostce regionalnej Kos. Siedziba gminy Kos. W 2011 roku liczyło 19 432 mieszkańców.
Kos należało do heksapolis, związku sześciu miast doryckich razem z Lindos, Kamejros i Ialissos leżącymi na wyspie Rodos oraz Halikarnas i Knidos. W mieście odkryto resztki budowli antycznych, m.in. akropolu, stadionu, teatru, portyków kolumnowych, świątyni Afrodyty (II w. p.n.e.), rzymskiego odeonu i łaźni, kilku bazylik starochrześcijańskich (IV-V wiek); muzeum, gorące źródła mineralne.